# Black & White (Filmreihe)
Black & White ist eine US-amerikanische Pornofilmreihe der Vixen Media Group und des französischen Regisseurs und Produzenten Greg Lansky.
Im Jahr 2016 wurden die Teile 3 und 4 der Serie mit AVN Awards ausgezeichnet. Außerdem gewann die Serie 2017 einen XRCO Award.
Die Filme gehören zur Kategorie der Interracial-Filme.
Jeder Film der Serie besteht aus vier unabhängigen Szenen, die ursprünglich auf der offiziellen Website des Studios veröffentlicht wurden. Jede Szene zeigt Sex zwischen einem schwarzen Schauspieler und einer weißen Schauspielerin.
Black & White 12 war im Mai 2018 die meistverkaufte DVD bei Adult Empire, einem der größten Streamingdienste für Erwachsene weltweit. Bis jetzt wurden über 20 DVDs veröffentlicht.
Kritik gibt es an dem üblichen männlichen Standpunkt der Serien, denn es kommen keine schwarzen Frauen vor, die Sex mit weißen Männern haben.

## Darstellerinnen (Auswahl)
- Jillian Janson
- Riley Reid
- Ash Hollywood
- Kacey Jordan
- Shawna Lenee
- Abigail Mac
- Megan Rain
- Abella Danger
- Ariana Marie
- Keira Nicole
- Aidra Fox
- Kira Noir
- Natasha Nice
- Lena Paul
- AJ Applegate
- Valentina Nappi
- Elsa Jean
- Evelyn Claire
- Kendra Sunderland
- Ava Addams
- Jesse Jane
- Riley Steele
- Katrina Jade
- Cléa Gaultier
- Avi Love
- Ariana Marie
- Jill Kassidy
- Ella Hughes

## Auszeichnungen
- 2016 AVN Award – Best Boy/Girl Sex Scene (Abigail Mac & Flash Brown, in Black & White 4)[6]
- 2016 AVN Award – Best Solo/Tease Performance (Abigail Mac, in Black & White 4)[6]
- 2016 AVN Award – Best Interracial Movie, (Black & White 3)[6]
- 2017 AVN Award – Best Ethnic/Interracial Series[7]
- 2017 XRCO Award – Best Ethnic Series[8]